# Cassida beniowskii
Cassida beniowskii là một loài bọ cánh cứng trong họ Chrysomelidae. Loài này được Borowiec miêu tả khoa học năm 1988.